# Francesco Lasca
Francesco Lasca (nasceu a 29 de Março de 1988) é um ciclista profissional italiano. Actualmente está com a equipa Caja Rural, depois das suas primeiras épocas profissionais na Bedogni-Grassi-Natalini-Anico